# Conseil d'Armidale Dumaresq
Le conseil d'Armidale Dumaresq (en anglais : Armidale Dumaresq Council) est une ancienne zone d'administration locale située dans l'État de Nouvelle-Galles du Sud en Australie. Il a existé de 2000 à 2016.

## Géographie
Il s'étendait sur 4 235 km2 dans la région de la Nouvelle-Angleterre au nord-est de la Nouvelle-Galles du Sud. Il comprenait la ville d'Armidale et les villages de Dangarsleigh, Hillgrove, Kellys Plains et Wollomombi.

## Histoire
Le conseil est créé le 21 février 2000 par la fusion de la ville d'Armidale et du comté de Dumaresq. Le 12 mai 2016, il est supprimé par décision du gouvernement de Nouvelle-Galles du Sud et fusionné avec le comté de Guyra pour former le conseil de la région d'Armidale.

## Démographie
En 2011, la population s'élevait à 24 105 habitants.